# دل رپید (داکوتای جنوبی)
دل رپید(به انگلیسی: Dell Rapids) شهری در ایالت داکوتای جنوبی کشور ایالات متحده آمریکا است که جمعیت آن در سرشماری سال ۲۰۱۰ میلادی، ۳٬۶۳۳ نفر بوده‌است.